# Nepetalacton
Nepetalacton is chemisch gezien een iridoïde-monoterpeen en werd voor het eerst in 1941 uit wild kattenkruid (Nepeta cataria) geïsoleerd en in 1954 geïdentificeerd. De structuur werd opgehelderd in 1955.
In wild kattenkruid komt nepetalacton voor in de vorm van een cis-trans- en trans-cis-isomerenmengsel; het ene isomeer ruikt citroenachtig en het andere pepermuntachtig. Daarnaast is er nog het cis-cis-isomeer. 
De aanwezigheid van nepetalacton in de etherische olie van wild kattenkruid is er verantwoordelijk voor dat katten door de geur van deze plant aangetrokken worden. Dit is bij ongeveer 80% van de katten het geval. De gevoeligheid is genetisch bepaald.
Nepetalacton heeft effecten op sommige insecten: het stoot kakkerlakken en steekmuggen af. De natuurlijke functie van nepetalacton in de plant is waarschijnlijk als afweermiddel tegen insectenvraat.
Bij de muis werkt nepetalacton als opioïde op bepaalde receptorsubtypen.